# Brachychilus lituratus
Brachychilus lituratus är en skalbaggsart som beskrevs av Blanchard 1851. Brachychilus lituratus ingår i släktet Brachychilus och familjen långhorningar. Inga underarter finns listade.